# Naos Agiou Stefanou
Naos Agiou Stefanou (griechisch Ναός Αγίου Στεφάνου ‚Kirche des Heiligen Stephanus‘) ist eine Kapelle auf der griechischen Kykladeninsel Santorin (Thira). Sie befindet sich auf dem bis zu 366 Meter hohen Mesa Vouno südlich von Kamari nahe der antiken Stadt Alt-Thera. Das kleine Gebäude mit zwei Tonnengewölben ist dem Heiligen Stephanus (Άγιος Στέφανος Agios Stefanos) und dem Heiligen Theodoros (Άγιος Θεόδωρος Agios Theodoros) geweiht.

## Lage
Naos Agiou Stefanou befindet sich etwa 400 Meter südwestlich des Ortes Kamari (Καμάρι) und 800 Meter nördlich von Perissa (Περίσσα) an der Ostküste von Santorin. Die Kapelle steht unterhalb des Gipfels des Mesa Vouno (Μέσα Βουνό) auf ungefähr 280 Metern Höhe. Von Kamari führt eine Serpentinenstraße auf den Sellada (Σελλάδα), einem Pass zwischen Mesa Vouno und Profitis Ilias (Προφήτης Ηλίας), dem mit 567 Metern höchsten Berg der Insel. Nach Perissa geht von dort ein Wanderweg abwärts. Vom Sellada ist die Kapelle auf einem 220 Meter langen Anstieg in südöstlicher Richtung zu erreichen.

## Beschreibung

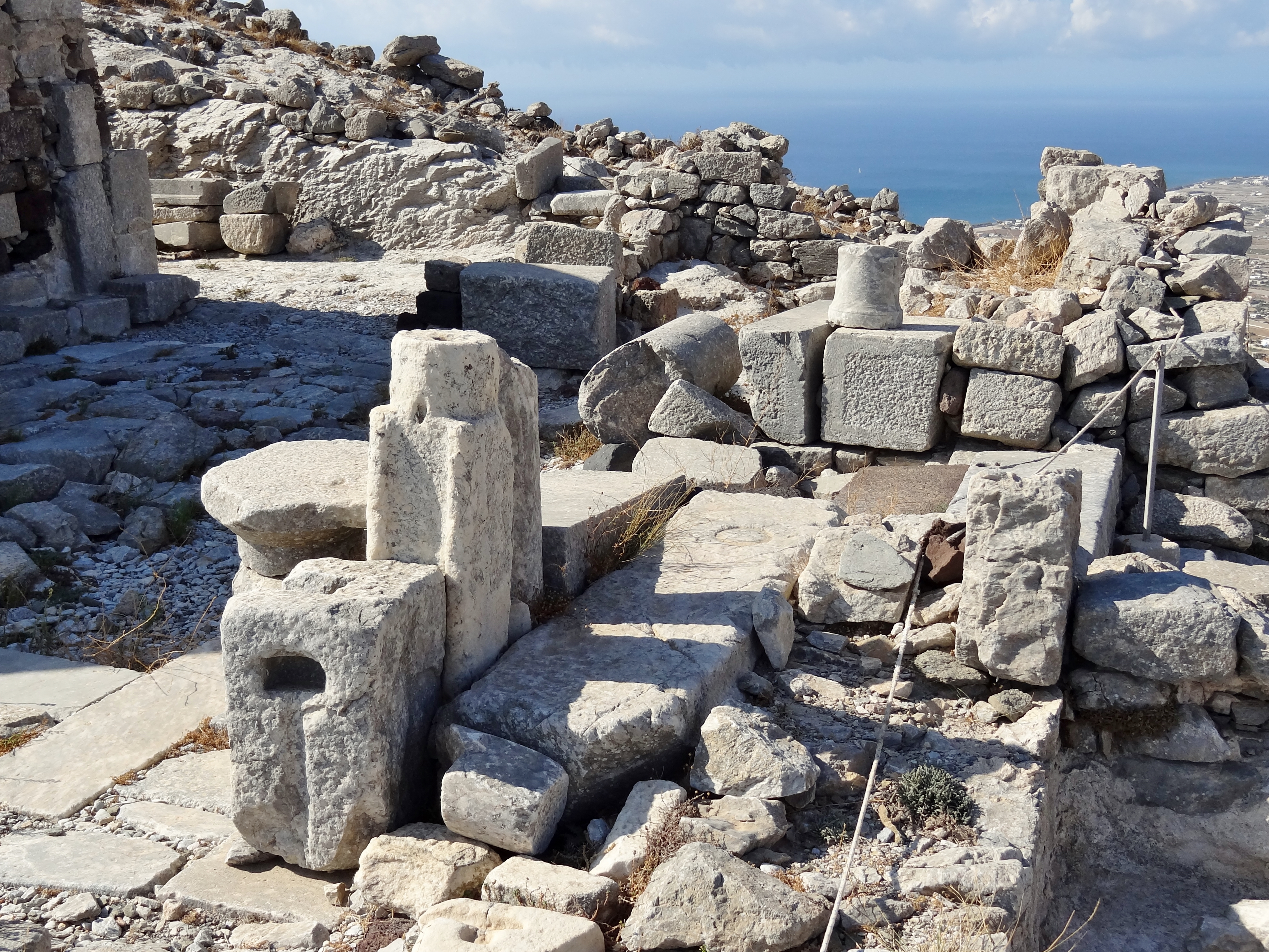
Reste der frühchristlichen Basilika

Naos Agiou Stefanou wurde auf den Fundamenten einer frühchristlichen Basilika, die wahrscheinlich aus der Mitte des 6. Jahrhunderts stammte, errichtet. Sie besaß drei Kirchenschiffe, nach Nordwesten einen doppelten Narthex und im Südosten des Mittelschiffs eine Apsis. Die dem Erzengel Michael geweihte Basilika war etwa 22,3 Meter lang und 11,2 Meter breit. Zusätzlich verfügte sie über einen 2,7 Meter breiten, länglichen Anbau im Nordosten, der im Südosten ebenfalls mit einer Apsis versehen war. Die Hauptachse der Basilika war zur Seite der Apsis im Mittelschiff auf die Lage des 1034 Kilometer entfernten Jerusalem ausgerichtet, das heißt, auf das angenommene „Himmlische Jerusalem“ geostet.
Nach der Zerstörung der Basilika, möglicherweise durch ein Erdbeben oder den kleinen Ausbruch des Vulkans von Santorin im Jahr 726, von dem Theophanes berichtete, entstand im 8. oder 9. Jahrhundert die heutige, wesentlich kleinere Kapelle. Sie ist etwa 7,9 Meter lang und 5,6 Meter breit und steht im hinteren Bereich des ehemaligen Mittelschiffs der Basilika. Für die Errichtung der Kapelle verwendete man Spolien architektonischer Teile aus Alt-Thera, vor allem aber des Vorgängerbaus. Naos Agiou Stefanou besitzt zwei Schiffe mit mittels Zement abgedichteten Tonnengewölben. Als Fundament der Kapelle dienen antike Quader, auf die ein Mauerwerk aus rotem und hellem Lavagestein gesetzt wurde. Auch der Steinfußboden im Innenraum und die vier Säulen, die die beiden Bereiche für die Verehrung des Heiligen Stephanus im Südwesten und des Heiligen Theodoros im Nordosten voneinander trennen, stammen aus älterer Zeit. Während der Eingang zur Doppelkapelle durch eine Holztür auf der Seite des Verehrungsraumes des Heiligen Stephanus liegt, besitzen beide Bereiche eine eigene kleine Apsis im Südosten. Auf dem Dach über den Apsiden ragt je ein antiker Säulenstumpf nach oben. Schließlich ist noch eine ehemalige Zisterne zu erwähnen, die sich an der Außenseite im Südwesten der Kapelle befindet.